# Joan Leonardi
Joan Leonardi (italià: Giovanni Leonardi)  (Diecimo, 1541 - Roma, 9 d'octubre de 1609) Sant Joan Leonardi, va ser un sacerdot italià, fundador de l'orde dels Clergues Regulars de la Mare de Déu, també anomenats leonardins, i promotor del Col·legi Missioner de Propaganda Fide. Va ser proclamat sant per Pius XI el 1938.

## Biografia
Va néixer cap al 1541 a una família benestant d'agricultors, al poblet de Diecimo, avui llogarret de Borgo a Mozzano, a la República de Lucca. Va estudiar farmàcia a Lucca, i mentrestant tingué contactes amb la fraternitat laica dels Colombini, propers a l'espiritualitat de Gerolamo Savonarola i sota la direcció dels dominics. Va exercir com a apotecari al seu poble i, cap al 1568 va començar a estudiar teologia i es va ordenar sacerdot el 22 de desembre de 1572. Combinava la predicació i l'ensenyament del catecisme, instituint una Congregació de la Doctrina Cristiana.

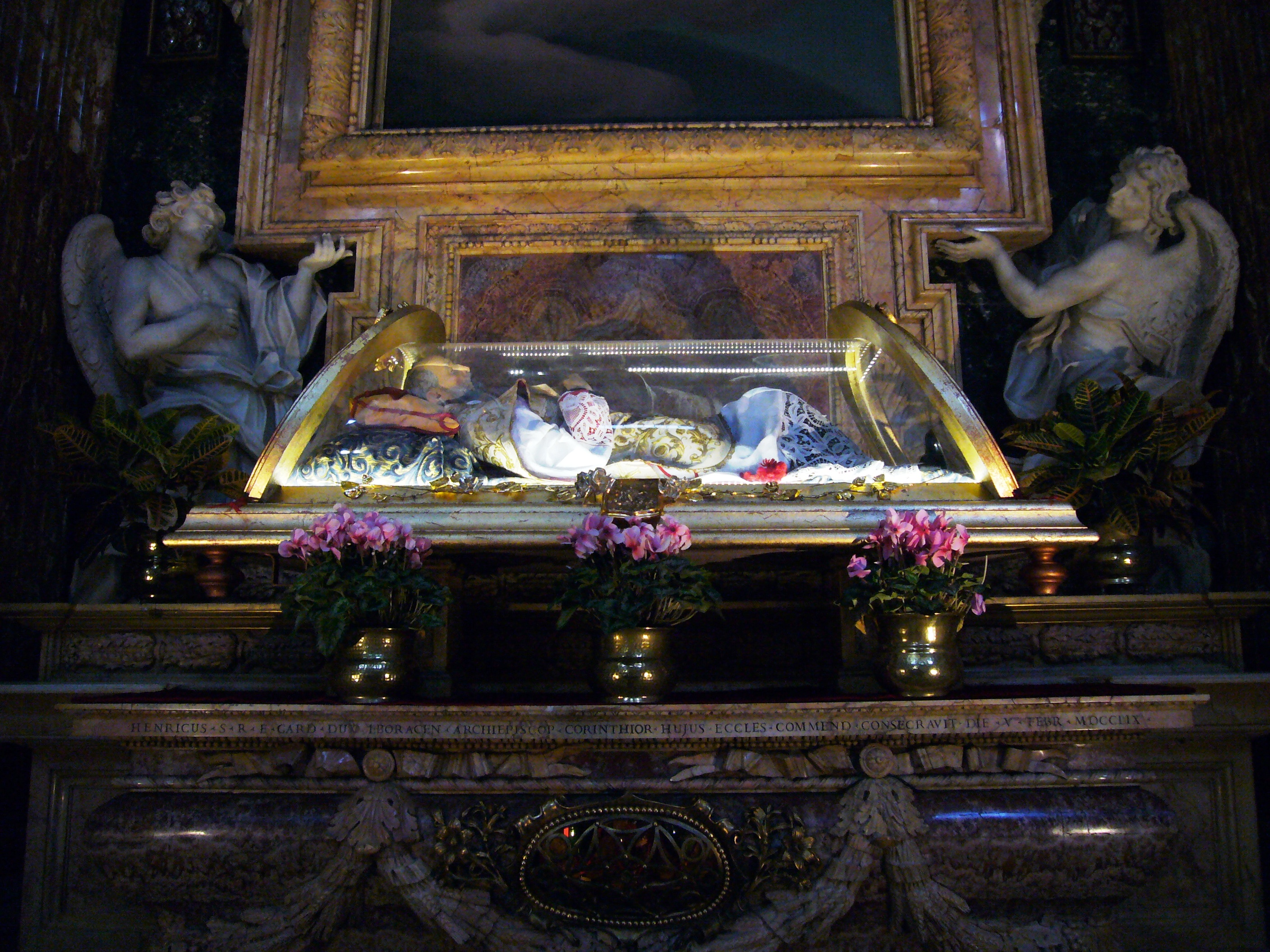
Cos del sant a l'altar de Santa Maria in Portico in Campitelli, a Roma

Amb altres tres sacerdots, va fundar, l'1 de setembre de 1574 a l'església de Santa Maria della Rosa de Lucca, la congregació dels Preveres Reformats de la Beata Verge, dedicada a l'apostolat i la formació del clergat. Els sacerdots de la nova família religiosa van incrementar-se ràpidament i el fundador va redactar unes Constitutiones Clericorum Regularium Matris Dei, aprovades pel bisbe de Lucca, Alessandro Guidiccioni, i confirmades per Climent VIII amb el breu Ex quo divina majestas (13 d'octubre de 1595). La congregació va ser convertida en orde religió el 3 de novembre de 1621 per Gregori XV, prenent el nom d'Orde dels Clergues Regulars de la Mare de Déu.
Acusat de provocar tumults i no respectar l'autoritat, va ser expulsat de Lucca i s'hagué de refugiar a Roma. En 1596 Climent VIII va nomenar Leonardi visitador apostòlic i commissari, amb l'encàrrec de riformar, segons les decisions del Concili de Trent, les congregacions benedictines de Montevergine, de Vallombrosa i de Monte Senario. També va haver de dirimir una controvèrsia entre el bisbe de Nola i el virrei de Nàpols relativa al santuario de la Madonna dell'Arco.
A Roma, Leonardi va conèixer Sant Felip Neri, també desitjós de reformar la vida de l'Església catòlica: Neri el dissuadí de la seva intenció d'anar com a missioner a Amèrica. Amb el prelat espanyol Juan Bautista Vives y Marja va crear a Roma un moviment missioner que originà el Collegio Missionario di Propaganda Fide (1624, després Pontificia Università Urbaniana, i la Sacra Congregazione per la Propagazione della Fede (1627).
Va morir als 78 anys a Roma el 1608 i va ser sebollit a Santa Maria in Portico; les seves restes van ser traslladades el 1662 a Santa Maria in Campitelli.

## Veneració
Proclamat venerable per Climent XI el 1701, va ser beatificat el 10 de novembre de 1861 per Pius IX. Lleó XIII el va incloure el 1893 al Martirologio Romano i Pius XI el va canonitzar el 17 d'abril de 1938. En 2006 va ser proclamat patró sant dels farmacèutics.
La seva festa se celebra el 9 d'octubre.